# 初期質量関数
初期質量関数（しょきしつりょうかんすう、英: initial mass function, IMF）は経験的に得られた関数であり、恒星の母集団の質量分布（恒星質量のヒストグラム）をその初期質量（恒星形成時の質量）により記述する。恒星の特性とその進化はその質量と密接な関係にあるので、IMFは天文学者が多数の恒星を研究する上で重要な診断ツールのひとつとなる。IMFは恒星のグループ間であまり違いがない。

## 初期質量関数の成立
IMFは冪乗によって表記される。ある体積の空間にある質量{\displaystyle M} の恒星の数{\displaystyle N(M)} は{\displaystyle M^{-\alpha }} に比例するが、{\displaystyle \alpha } は無次元の指数である。IMFは質量光度関係を使った初期光度関数から推定できる。
我々の太陽より質量の大きな恒星に共通するIMFを発見したのはエドウィン・サルピーターで1955年のことである。彼は指数{\displaystyle \alpha =2.35} にこだわった。この形式のIMFをサルピーター関数またはサルピーター IMFという。これにより各質量レンジにおける恒星の数は質量の増大とともに急速に減少することが明らかになった。
その後の研究でIMFの対象は1太陽質量以下まで拡張された。Glenn E. MillerとJohn M. Scaloは、IMFが1太陽質量以下で『平坦になる』（{\displaystyle \alpha =0} に達する）ことを指摘した。Pavel Kroupaは0.5太陽質量以上では{\displaystyle \alpha =2.3} を維持しながら、0.08－0.5太陽質量では{\displaystyle \alpha =1.3} 、0.08太陽質量以下では{\displaystyle \alpha =0.3} を導入した。また、Chabrier (2003)は対数正規分布型のIMFを提唱している。
ある領域内のすべての恒星の光度と色を観測することで初期質量関数を求めることができるが、低質量の恒星ほど光度が低いため、観測で見落とす可能性が高くなる。このため、初期質量関数の低質量側の形状を精度よく定めようとすれば、限界等級を充分に下げる必要がある。光度の小さい褐色矮星の質量域では、初期質量関数の形状についてまだ不明の点が多い。

様々な初期質量関数。サルピーターの質量関数（青線）は折れ曲がりがないが、Kroupの質量関数（赤線）は0.5太陽質量及び0.08太陽質量でふたつの折れ曲がりを持つ。